# Aktiengesellschaft (Deutschland)
Die Aktiengesellschaft (AG) nach deutschem Gesellschaftsrecht ist eine Rechtsform der Kapitalgesellschaft, deren Grundkapital aus Aktien besteht. Dieser Artikel behandelt die Aktiengesellschaft in Deutschland. Für allgemeine Informationen zur Aktiengesellschaft, wie bspw. geschichtliche Hintergründe siehe Artikel → Aktiengesellschaft.

## Allgemeines
Als weitere Kapitalgesellschaften gibt es die GmbH (GmbH aA → auf Aktien), die UG (haftungsbeschränkt), die SE und die KGaA als eine von fünf Formen. Die Rechtsgrundlagen finden sich im Ersten Buch des Aktiengesetzes (AktG).

## Statistik
Im regulierten Markt der Deutschen Börse waren 2017 407 Aktiengesellschaften gelistet. 2010 betrug die Zahl 605. Die Anzahl der Aktiengesellschaften und Kommanditgesellschaften auf Aktien in Deutschland lag von 1960 bis 1992 zwischen 2.000 und 3.000. Bis zum Jahr 2004 stieg sie auf 16.002 und fällt seitdem: 12.000 im September 2012. In den 25 Jahren von 1990 bis 2014 gab es nur in den folgenden 10 Ausnahmejahren mehr als 15 Börsengänge/Jahr: 1999 175, 2000 142, 1998 79, 1990, 1997 und 2006 32-36, 2007, 2001, 1995 und 1991 19-25.

## Gründung
Die AG kann durch eine oder mehrere natürliche oder juristische Personen oder rechtsfähige Personengesellschaften gegründet werden, die die Aktien gegen Einlagen übernehmen (§ 2 AktG). Der Gesellschaftsvertrag – die Satzung – muss notariell beurkundet werden. Anders als bei der GmbH ist eine Gründung durch ein Musterprotokoll nicht möglich.
Die Gründung erfolgt in drei Phasen:
- die Vorgründungsgesellschaft (Vorgründungskonsortium),
- die Vorgesellschaft (Vor-AG) und schließlich
- die AG.

Die Vorgründungsgesellschaft besteht bis zur notariellen Beurkundung des Gesellschaftsvertrags (Feststellung der Satzung) und ist in der Regel eine Gesellschaft bürgerlichen Rechts mit dem Gesellschaftszweck, die Gründung (durch notariellen Vertragsschluss) zu bewirken. Soweit bereits vor dem Aufsuchen des Notars ein Handelsgewerbe ausgeübt wird, handelt es sich um eine Offene Handelsgesellschaft. Freilich setzt eine solche Personengesellschaft mindestens zwei Gründer voraus – bei nur einem Gründer entfällt dieses Stadium.
Zwischen der notariellen Feststellung der Satzung und der Eintragung der AG in das Handelsregister existiert – auch bei nur einem Gründer – eine Vorgesellschaft (Vor-AG). Nach heutiger Ansicht ist auf diese bereits weitgehend das Recht der Aktiengesellschaft anzuwenden. Die Vor-AG ist (teil-)rechtsfähig und kann am Verkehr unter der künftigen Firma mit dem Zusatz i. Gr. (in Gründung) teilnehmen. Sie hat bereits einen Vorstand, einen Aufsichtsrat und eine Hauptversammlung. Erst kraft Eintragung in das Handelsregister ist die AG als solche entstanden (§ 41 Abs. 1 AktG). Die Firma der AG muss die Bezeichnung „Aktiengesellschaft“ oder eine allgemein verständliche Abkürzung dieser Bezeichnung enthalten, z. B. „AGH“. (§ 4 AktG).

### Grundkapital
Das Grundkapital ist das gezeichnete Kapital der Gesellschaft. Es beträgt mindestens 50.000 Euro und ist in Aktien zerlegt. Es wird durch Einzahlung nach Übernahme der Aktien durch den oder die Gründer aufgebracht. Bei einer Bargründung genügt es, dass 1/4 des Nennbetrags jeder Aktie eingezahlt wird, § 36a Abs. 1 AktG. Bei einer Gründung mit einem Mindestkapital von 50.000 Euro sind also mindestens 12.500 Euro einzuzahlen. Dies entspricht der Mindesteinzahlung bei einer GmbH. Wurden die Aktien über dem Emissionskurs mit einem Agio ausgegeben, muss das Agio in voller Höhe vor der Gründung entrichtet werden (§ 36a Abs. 1 AktG).
Es gibt Nennbetragsaktien und Stückaktien, § 8 AktG. Nennbetragsaktien lauten auf einen bestimmten Nennbetrag. Der Mindestnennbetrag einer Aktie liegt bei einem Euro. Höhere Nennbeträge müssen auf volle Euro lauten. Stückaktien entsprechen einem prozentualen Anteil am Grundkapital der Gesellschaft. Der Anteil am Grundkapital wird aber auf der Aktie nicht vermerkt, da dieser sich bei einer Änderung des Grundkapitals (Kapitalerhöhung oder Kapitalherabsetzung) ändert.

### Gründungsbericht und Gründungsprüfung
Die Gründung der Aktiengesellschaft ist vom Vorstand, dem Aufsichtsrat und in bestimmten Fällen (z. B. bei Sachgründungen oder wenn Gründer zugleich Vorstands- oder Aufsichtsratsmitglieder sind, § 33 Abs. 2 AktG; Ausnahme in § 33a AktG) von einem fachkundigen Dritten (z. B. Wirtschaftsprüfer oder Steuerberater), zu prüfen. Die Gründungsprüfer werden vom Gericht nach Anhörung der Industrie- und Handelskammer bestellt und verpflichtet, einen Prüfungsbericht aufzustellen. Bei der Bargründung (also insbesondere im Falle der Personengleichheit von Gründer und Vorstand/Aufsichtsrat) kann die Gründungsprüfung auch durch den Notar durchgeführt werden, der die Gründung beurkundet hat.

### Anmeldung zum Handelsregister
Die gegründete Gesellschaft ist von allen Gründern, dem ersten Vorstand und dem ersten Aufsichtsrat zum Handelsregister anzumelden (§ 36 Abs. 1 AktG). Erst durch die Eintragung in das Handelsregister wird die AG zur juristischen Person. Die Eintragung hat bei der AG konstitutiven Charakter (§ 41 Abs. 1 AktG). Da die AG eine Kapitalgesellschaft ist, wird sie in Abteilung B des Handelsregisters eingetragen.

### Haftung vor Eintragung der AG
Für Forderungen, die vor Besuch des Notars, d. h. vor Errichtung der Gesellschaft (§ 29 AktG) entstanden sind, haftet bei mehreren Gründern die Vorgründungsgesellschaft bzw. bei einem einzelnen Gründer dieser persönlich. Da es sich bei der Vorgründungsgesellschaft um eine GbR bzw. OHG handelt, haften zudem deren Gesellschafter (d. h. alle Gründer) unmittelbar im Außenverhältnis gegenüber den Gläubigern persönlich als Gesamtschuldner (§ 128 Satz 1 HGB) (bei der GbR analog). Die so begründeten Verbindlichkeiten gehen nur aufgrund besonderer Vereinbarung auf die Vor-AG bzw. die spätere AG über.
Ist die – noch nicht im Handelsregister eingetragene – Vorgesellschaft geschäftlich tätig, haftet sie mit ihrem Vermögen, soweit ein solches bereits gebildet wurde. Für die Haftung der Gründer gelten nach herrschender Meinung ähnliche Grundsätze (Vorbelastungshaftung, Verlustdeckungshaftung) wie in der Vor-GmbH – wobei eine Ausfallhaftung der Mitaktionäre am Fehlen einer § 24 GmbHG entsprechenden Norm scheitert. Schließlich existiert noch (ebenso wie in der Vor-GmbH) eine gesetzlich vorgeschriebene Handelndenhaftung, § 41 Abs. 1 AktG. Diese gilt aufgrund der Publizitätsrichtlinie einheitlich für alle in irgendeinem Mitgliedstaat der EU gegründeten Kapitalgesellschaften. Danach haften diejenigen, die für die Vorgesellschaft auftreten, den Gläubigern gesamtschuldnerisch für die von ihnen begründeten Verbindlichkeiten.
Mit Eintragung der AG in das Handelsregister erlischt die Handelndenhaftung. Zudem gehen alle Verbindlichkeiten der Vorgesellschaft automatisch auf die AG über. Liegt zu diesem Zeitpunkt das Nettovermögen der Gesellschaft (unter Berücksichtigung der Schulden der Vorgesellschaft) unter der in der Satzung angegebenen Grundkapitalziffer vor, sind die Gründer im Innenverhältnis zur AG bis zur Höhe der Unterbilanz zum anteiligen Auffüllen des Kapitals verpflichtet.

## Organe
Die Aktiengesellschaft hat drei Organe: Vorstand, Aufsichtsrat und Hauptversammlung.

### Hauptversammlung (beschließendes Organ)
Die Hauptversammlung der Aktiengesellschaft besteht aus allen Aktionären.
Die Stellung der Hauptversammlung ist seit dem AktG 1937, anders als die Mitgliederversammlungen anderer Vereine und Kapitalgesellschaften wie der GmbH, schwach. Die Hauptversammlung kann dem Vorstand, der zur Geschäftsführung befugt ist, in Angelegenheiten der Geschäftsführung keine Weisungen erteilen (anders noch § 235 Abs. 1 HGB a.F. von 1900). Über Fragen der Geschäftsführung kann die Hauptversammlung nur entscheiden, wenn der Vorstand es verlangt (§ 119 Abs. 2 AktG).
Die der Hauptversammlung heute zustehenden Rechte sind:
1. Entscheidung über Satzungsänderungen (Grundlagengeschäft), insbesondere über Kapitalmaßnahmen (Kapitalerhöhungen, bedingtes Kapital, Kapitalherabsetzung usw.);
2. Bestellung und Abberufung der Mitglieder des Aufsichtsrates (der seinerseits den Vorstand bestellt)
3. Entlastung des Vorstandes und des Aufsichtsrats;
4. nur sofern Vorstand und Aufsichtsrat dies beschließen: Feststellung des Jahresabschlusses; ansonsten nimmt die Hauptversammlung den von Vorstand und Aufsichtsrat festgestellten Jahresabschluss nur entgegen (§ 172, § 173 AktG);
5. Verwendung des Bilanzgewinns;
6. Bestellung von Abschlussprüfern, Prüfern für Gründungsvorgänge und die Geschäftsführung des Vorstands;
7. Bestellung von Sonderprüfern (§ 142 AktG)
8. Übertragung des gesamten Gesellschaftsvermögens (§ 179a AktG);
9. sonstige Geschäftsführungsmaßnahmen, die an die Kernkompetenz der Hauptversammlung, über die Geschicke der Gesellschaft zu entscheiden, rühren, und in ihrer Wirkung an die einer Satzungsänderung heranreichen[5];
10. Auflösung der Gesellschaft.

Die Hauptversammlung ist mit einer Frist von mindestens 30 Tagen (§ 123 AktG) unter Angabe der Tagesordnung einzuberufen. Über Gegenstände der Tagesordnung, die nicht ordnungsgemäß bekanntgemacht wurden, dürfen keine Beschlüsse gefasst werden. Allgemeine Tagesordnungspunkte wie z. B. Diverses sind deshalb nicht zulässig (§ 121 AktG). Die Satzung kann vorschreiben, dass Beschlüsse nur gefasst werden können, wenn ein
Quorum, also eine bestimmte Mindestzahl von Stimmen in der Hauptversammlung vertreten ist bzw. an der Abstimmung teilnimmt (§ 133 AktG).
Im Grundsatz wird das Stimmrecht in der Hauptversammlung nach Aktiennennbeträgen und bei Stückaktien nach deren Zahl ausgeübt (§ 134 Abs. 1 S. 1 AktG), wobei die Satzung nach S. 2 auch eine andere Regelung vorsehen kann.
Mehrfachstimmrecht ist das durch die Satzung begründete Sonderrecht eines Gesellschafters, mehr Stimmen abzugeben, als es seiner Beteiligung entspricht. Ein Aktionär hat dann in Bezug auf die Kapitalbeteiligung ein überdurchschnittlich hohes Stimmrecht. Mehrfachstimmrechte wurden vor allem von 1920 bis 1923, in einer Zeit hoher Inflation, zum Schutz vor sogenannter Überfremdung ausgegeben. Seit 1998 sind sie in Deutschland durch das Gesetz zur Kontrolle und Transparenz im Unternehmensbereich unzulässig. Bestehende Mehrfachstimmrechte entfielen innerhalb einer Übergangsfrist von fünf Jahren gegen einen angemessenen Ausgleich ihres Wertes. Die für die Wirtschaft zuständige oberste Behörde eines Landes kann jedoch Mehrfachstimmrechte gewähren, wenn diese zur Wahrung überwiegender gesamtwirtschaftlicher Belange erforderlich sind. Bestimmungen zu Mehrfachstimmrechten sind in § 12 Abs. 2 S. 1 AktG geregelt. Die durch das VW-Gesetz geregelte Begrenzung des Stimmrechts auf 20 %, gemeinsam mit dem gesetzlichen Recht des Bundes und des Landes Niedersachsen, je zwei Vertreter in den Aufsichtsrat zu entsenden, die der öffentlichen Hand ebenfalls ein höheres Stimmgewicht vermittelte, als es ihrer prozentualen Beteiligung entsprach, verstößt laut Europäischem Gerichtshof gegen den freien Kapitalverkehr.
Sofern in der Satzung der Aktiengesellschaft nichts anderes vorgesehen oder durch ein Gesetz geregelt ist, gilt für Abstimmungen die einfache Mehrheit (§ 133 AktG). Für einige Beschlüsse, wie beispielsweise eine Satzungsänderung (§ 179 AktG) oder die Liquidation der Gesellschaft (bei der AG als Abwicklung bezeichnet: §§ 262 ff. AktG), ist die Zustimmung von mindestens drei Viertel des auf der Hauptversammlung vertretenen Gesellschaftskapitals nötig. Zur Verhinderung dieser Beschlüsse reicht die so genannte Sperrminorität.

### Vorstand
Die Leitung einer Aktiengesellschaft hat der Vorstand nach § 76 Abs. 1 AktG, der sich im Regelfall aus mehreren Personen zusammensetzt. Er ist nicht weisungsgebunden, wird aber in der grundsätzlichen Ausrichtung seiner Arbeit durch den Aufsichtsrat kontrolliert. Wenn es mehrere Vorstandsmitglieder gibt, wird häufig einer vom Aufsichtsrat zum Vorstandsvorsitzenden, seltener auch zum Sprecher des Vorstandes ernannt, oder der Vorstand wählt einen Vorstandssprecher.
Die Mitglieder des Vorstandes werden vom Aufsichtsrat auf die Dauer von höchstens fünf Jahren bestellt (§ 84 Abs. 1 AktG). Eine erneute Bestellung ist zulässig. Ein Mitglied des Vorstandes kann vom Aufsichtsrat bei Vorliegen eines wichtigen Grundes abberufen werden (§ 84 Abs. 3 AktG). In einem Anstellungsvertrag (Dienstvertrag) zwischen der Aktiengesellschaft, die dabei durch den Aufsichtsrat vertreten wird (§ 112 Abs. 1 AktG) und dem Vorstandsmitglied werden die gegenseitigen Rechte und Pflichten, insbesondere die Bezüge während und nach der Beendigung seiner Amtszeit, geregelt.
Der Vorstand beruft die ordentliche und die außerordentliche Hauptversammlung ein. Er vertritt die AG nach außen (gerichtlich und außergerichtlich), ihm obliegt die Gesamtgeschäftsführungsbefugnis und die Gesamtvertretungsmacht (z. B. Buchführung, Jahresabschluss).
Jedes Vorstandsmitglied haftet der Gesellschaft gemäß § 93 AktG persönlich, d. h. mit seinem persönlichen Vermögen, für Schäden, die der Gesellschaft aufgrund einer schuldhaften Pflichtverletzung (z. B. Verletzung der Sorgfaltspflichten eines ordentlichen und gewissenhaften Geschäftsleiters) entstehen. Allerdings schließen die Gesellschaften üblicherweise besondere Berufshaftpflichtversicherungen für das Handeln der Vorstände (sog. „Directors and Officers Versicherungen“, kurz „D&O-Versicherungen“) ab, die die Vorstände vor einer Inanspruchnahme für Sach- und Vermögensschäden bei fahrlässigem Handeln schützen. Bei Schäden, die durch grobe Fahrlässigkeit oder vorsätzliches Handeln verursacht werden, tritt die Versicherung jedoch nicht ein, so dass die Gesellschaft den Vorstand zum Schutz der Aktionäre in Anspruch nehmen kann. Durch das Gesetz zur Angemessenheit der Vorstandsvergütung (VorstAG) wurde überdies ein gesetzlich zwingend mit dem Versicherer zu vereinbarender Selbstbehalt in Höhe von 10 % des Schadens bis zur Höhe von 1½ Jahresgehältern eingeführt. Diesen Selbstbehalt kann der Vorstand aber wiederum nach h. M. versichern, wenn auch nur auf eigene Kosten.

### Aufsichtsrat
Der Aufsichtsrat (AR) wählt die Mitglieder des Vorstands und überwacht die Vorstandstätigkeit (§ 111 Abs. 1 i. V. m. § 84 Abs. 1 AktG). Ferner vertritt der Aufsichtsrat die AG gegenüber den Vorstandsmitgliedern. Der Aufsichtsrat wird durch den Aufsichtsratsvorsitzenden geführt. Die Amtsperiode des Aufsichtsrats beträgt maximal 4 Jahre (§ 102 Abs. 1 AktG). Zudem obliegt dem Aufsichtsrat die Bestellung des Abschlussprüfers.

## Rechte der Aktionäre
Ein Aktionär ist Inhaber eines Anteils an einer Aktiengesellschaft (§ 54 Abs. 1 AktG). Aktionäre haben das Unternehmen bei der Unternehmensgründung oder nachfolgenden Kapitalerhöhungen mit Eigenkapital ausgestattet, oder haben die Anteile durch Übertragung von früheren Inhabern erworben.
Sie üben ihre Rechte im Allgemeinen durch die Teilnahme an der Hauptversammlung, durch ihr Recht auf Auskunft und auf Dividende sowie gegebenenfalls auf Liquidationserlös aus.
Die Rechte der Aktionäre sind:
1. Vermögensrechte (durch Anteil des Anlegers am Gesellschaftsvermögen)
  - Dividendenrecht (Beteiligung am Bilanzgewinn)
  - Bezugsrecht (Wahrung des Anteils am Grundkapital bei Kapitalerhöhungen)
  - Anteil am Liquidationserlös bei Auflösung der AG
2. Verwaltungsrechte (Wahrung der Interessen der Anteilseigner)
  - Antragsrecht zu Hauptversammlungen
  - Teilnahmerecht an Hauptversammlungen
  - Stimmrecht auf Hauptversammlungen
  - Auskunftsrecht zu Gesellschaftsangelegenheiten, die zur Beurteilung von Punkten der Tagesordnung auf der Hauptversammlung nötig sind
  - Anfechtungsrecht bei Verdacht auf nicht satzungsgemäße Beschlussfassung auf der Hauptversammlung

Bei börsennotierten Aktiengesellschaften können diese Rechte auf die depotführende Bank übertragen werden (für eine oder alle Hauptversammlungen über maximal 15 Monate). Eine Übertragung ist auch an andere juristische oder natürliche Personen (Verein, Geschäftspartner, Freunde, Bekannte) möglich. Mit der Übertragung des Stimmrechts kann ein bestimmtes Verhalten bei Abstimmungen in Auftrag gegeben werden.
Durch stimmrechtslose Vorzugsaktien wird das Recht der Aktionäre eingeschränkt, wobei diese im Allgemeinen durch eine höhere Dividende entschädigt werden.

## Sonstiges
Neben der eigenen Gründung einer Aktiengesellschaft besteht auch die Möglichkeit, eine bereits fertig gegründete AG zu kaufen. Diese sog. Vorratsgesellschaften, die seit ihrer Gründung keinerlei Geschäftstätigkeit vorgenommen haben, werden mit voll eingezahltem Grundkapital veräußert.
Über eine Kapitalerhöhung kann sich eine AG zusätzliches Grundkapital beschaffen. Die Kapitalerhöhung kann (muss aber nicht) mit der Ausgabe von Aktien (Emission) verbunden werden.
Über einen Ausschluss von Minderheitsaktionären kann der Mehrheitsaktionär in Deutschland unter bestimmten Voraussetzungen alle restlichen Minderheitsaktionäre gegen eine Entschädigung ausschließen.

## Sonderfälle

### Die kleine Aktiengesellschaft
Im Jahr 1994 wurde das Aktiengesetz durch das „Gesetz für kleine Aktiengesellschaften und zur Deregulierung des Aktienrechts“ geändert. Die kleine Aktiengesellschaft als eigenständige Rechtsform gibt es jedoch nicht. Allerdings hat der Gesetzgeber im AktG eine Reihe von Regelungen eingeführt, die von kleinen Aktiengesellschaften einfacher zu erfüllen sind und so die Rechtsform der AG auch für kleinere und mittelständische Unternehmen geöffnet.

### Die gAG
Die gemeinnützige AG (gAG) ist der Sonderfall einer gemeinnützig tätigen Kapitalgesellschaft, die aufgrund der Vorschriften der Abgabenordnung steuerlich begünstigt wird. Sie ist in der Praxis selten.

### Die InvAG
Die Investmentaktiengesellschaft (InvAG) ist ein Sonderfall einer Investmentgesellschaft mit variablem Grundkapital, die neben dem Sondervermögen die mögliche rechtliche Hülle für Investmentfonds darstellt.

### Die Europäische Aktiengesellschaft (Societas Europaea, SE)
Die Europäische Aktiengesellschaft, lateinisch auch Societas Europaea genannt und SE abgekürzt, ist eine Aktiengesellschaft europäischen Rechts, auf die ergänzend das nationale Recht desjenigen Staates anzuwenden ist, in dem sie ihren Sitz hat. Eine SE mit Sitz in Deutschland unterliegt daher in erster Linie europäischem und in zweiter Linie dem deutschen Aktienrecht, weshalb man sie ebenfalls als Sonderform der AG ansehen kann.

### Die AG & Co. KG
Die AG & Co. KG ist eine Kommanditgesellschaft, deren Komplementär nicht eine natürliche Person ist (dann handelte es sich um eine einfache Kommanditgesellschaft), sondern eine Aktiengesellschaft. Sie ähnelt damit der viel bekannteren GmbH & Co. KG, die ebenfalls eine Kommanditgesellschaft ist, bei der die persönlich haftende Gesellschafterin aber eine GmbH ist. Somit handelt es sich bei der AG & Co. KG also nicht um eine Sonderform der AG, sondern um eine Sonderform der KG.

### Nebenleistungsaktiengesellschaft
Die Nebenleistungsaktiengesellschaft ist eine Aktiengesellschaft, bei der die Aktionäre dazu verpflichtet sind, neben ihrer Kapitaleinlage weitere Leistungen zu erbringen, die wiederkehrend sind und nicht in Geldleistungen bestehen.

## Geschichte
Als erste deutsche Aktiengesellschaft gilt die Brandenburgisch-Afrikanische Compagnie. Sie wurde am 7. März 1682 durch Edikt Friedrich Wilhelms, Kurfürst von Brandenburg, als Handelscompagnie auf den Küsten von Guinea gegründet, um die notwendigen Ressourcen zu mobilisieren, um an der afrikanischen Küste mit Pfeffer, Elfenbein, Gold und Sklaven zu handeln. Dieses waren damals die ersten Unternehmen in der Form „echter“ Aktienvereine.
Es folgten die Gründung der Emder Handelskompanien, 1770 in Preußen die Getreide-Companie auf der Oder und 1793 die Berliner Zuckersiederei.
Ab 1794 regelte das Allgemeine Landrecht (ALR) in Preußen auch das Gesellschaftsrecht. Demnach gab es körperschaftlich verfasste Gesellschaften (societas personarum), die neben erlaubten und nicht erlaubten Privatgesellschaften auch privilegierte Gesellschaften sowie Corporationen und Gemeinden vorsahen. Die Rechtsform der „Actiengesellschaft“ war in diesem Gesetz noch nicht genannt. Es entwickelten sich Einzelregelungen wie der „Code de Commerce“ von 1807. Vorarbeiten für ein deutsches Aktienrecht gab es bereits im Rahmen der allgemeinen Gesetzesrevisionen ab 1817. Damals war für Aktiengesellschaften jedoch ein gemeinnütziger Verbandszweck vorgesehen.
Im Jahr 1821 wurde die Rheinisch-Westindische Companie zur Förderung des Exports und der Gewinnung neuer überseeischer Märkte gegründet.
Das erste deutsche Aktiengesetz (Gesetz über die Aktiengesellschaften) trat ab 9. November 1843 durch Beschluss des preußischen Königs in Kraft.
Das Allgemeine Deutsche Handelsgesetzbuch (ADHGB) wurde am 31. Mai 1861 von der Bundesversammlung beschlossen und enthielt im zweiten Buch gesetzliche Bestimmungen für die Bildung von Aktiengesellschaften und Kommanditgesellschaften auf Aktien.
Am 11. Juni 1870 trat die 1. Aktienrechtsnovelle (Gesetz, betreffend die Kommanditgesellschaften auf Aktien und die Aktiengesellschaften), durch den Beschluss des Reichsgesetzes für den norddeutschen Bund, in Kraft. Diese befreite die Aktiengesellschaften von staatlicher Genehmigung (so noch Art. 208 ADHGB 1861) und Aufsicht und schaffte dafür privatrechtliche Normativbedingungen, d. h. jede Aktiengesellschaft musste einen Aufsichtsrat haben. Im Gesellschaftsvertrag musste aufgenommen werden, nach welchen Grundsätzen die Bilanz aufzunehmen und der Gewinn zu berechnen ist sowie die Art und Weise der Bilanzprüfung. Der Mindestbetrag für eine Aktie wurde auf 50 Vereinsthaler festgesetzt. Inwiefern die Änderung des Aktienrechts in Deutschland die Unternehmenskultur veränderte und die Gründerzeit prägte, zeigen folgende Zahlen: In den Jahren 1867 bis 1870 wurden in Preußen 88 Aktiengesellschaften gegründet, 1871 bis 1873 waren es 843 Neugründungen. Das Aktienkapital stieg gleichsam von 473 auf 1163 Millionen.
Als Geburtsjahr der modernen deutschen Aktiengesellschaft wird allgemein die am 18. Juli 1884 in Kraft getretene 2. Aktienrechtsnovelle (Gesetz, betreffend die Kommanditgesellschaften auf Aktien und die Aktiengesellschaften) zum Allgemeinen Deutschen Handelsgesetzbuch gesehen. Dem Aufsichtsrat werden umfassende Prüfungspflichten z. B. bei Gründung einer Kommanditgesellschaft auf Aktien oder einer Aktiengesellschaft auferlegt. Die Prüfung der Bilanz konnten KGaA oder AG von besonderen Revisoren (externen Prüfern) durchführen lassen. Unter bestimmten Bedingungen (siehe Artikel 209h der 2. Aktienrechtsnovelle) mussten Gesellschaften ihren Jahresabschluss von besonderen Revisoren überprüfen lassen.
Das Handelsgesetzbuch vom 10. Mai 1897 trat am 1. Januar 1900 in Kraft und löste das ADHGB von 1861 ab.
In der Folge ergingen zunächst nur zwei Notverordnungen vom 19. September 1931 und vom 6. Oktober 1931. Eine große Reform erfolgte mit dem Aktiengesetz vom 30. Januar 1937; dieses wurde wiederum durch zahlreiche Notverordnungen modifiziert.
Im Jahr 1959 erfolgte zunächst eine vorgezogene „kleine“ Aktienrechtsreform, bevor 1965 das Aktiengesetz und das Einführungsgesetz zum Aktiengesetz verkündet wurden, welche die Grundlage der heutigen Rechtslage bilden.
Das Aktiengesetz wurde dann durch zahlreiche kleinere Reformen geändert, zum Teil spricht man von „Aktienrechtsreform in Permanenz“. Die letzte große Reform war das Gesetz zur Umsetzung der Aktionärsrechterichtlinie vom 30. Juli 2009.